# Gare de Yamoto
La gare de Yamoto (矢本駅, Yamoto-eki) est une gare ferroviaire de la ville de Higashimatsushima, dans la préfecture de Miyagi au Japon. La gare est exploitée par la compagnie JR East.

## Situation ferroviaire
La gare de Yamoto est située au point kilométrique (PK) 40,2 de la ligne Senseki.

## Historique
La gare de Yamoto a été inaugurée le 22 novembre 1928.

## Service des voyageurs

### Accueil
La gare dispose d'un bâtiment voyageurs, avec guichets, ouvert tous les jours.

### Desserte
- Ligne Senseki :
  - voie 1 : direction Ishinomaki
  - voie 2 : direction Matsushimakaigan, Sendai et Aoba-dōri
- Ligne Senseki-Tōhoku :
  - voie 1 : direction Ishinomaki
  - voie 2 : direction Shiogama et Sendai